# 广西拟水龟
广西拟水龟（学名：Mauremys guangxiensis）为地龟科拟水龟属的爬行动物。在中国大陆，分布于广西等地。该物种的模式产地在中国广西。其种加词“guangxiensis”意为“广西的”。